# Abies guatemalensis
Abies guatemalensis je jehličnatý strom z rodu jedle a čeledi borovicovité. Je to vysokohorský druh, rostoucí v horách Střední Ameriky.

## Popis
Abies guatemalensis je stálezelený, jehličnatý strom s kuželovitou korunou, dorůstající výšky 45 m. Borka je černohnědá, rozdělená do plátů. Pupeny jsou kulovitě vejčité, 5 mm dlouhé. Letorosty jsou červenohnědé. Jehlice jsou 1,5–5,5 cm dlouhé a 1,2–2 mm široké, seshora tmavozelené, vespod šedozelené, spirálovitě uspořádané. Šišky jsou podélně válcovité, 8–12 cm dlouhé a 4–4,5 cm široké, zpočátku purpurové, později dozráváním tmavohnědé. Semena jsou světle hnědá, 9 mm dlouhá, s 15 mm dlouhým křídlem. Strom kvete v květnu a červnu.

## Příbuznost
Jedle Abies guatemalensis  se vyskytuje ve 2 varietách:
- Abies guatemalensis var. guatemalensis
- Abies guatemalensis var. jaliscana (v současné taxonomii pojata jako samostatný druh pod názvem Abies flinckii).

## Výskyt
Domovinou stromu je: stát Salvador; stát Guatemala; stát Honduras; Mexiko (státy Chiapas, Colima, Guerrero, Jalisco, Michoacán, Nayarit, Oaxaca, Tamaulipas).

## Ekologie
Vysokohorský strom, rostoucí v nadmořských výškách 1800–4010 m. Jedná se o nejjižněji rostoucí jedli vůbec. Klima poměrně chladné a vlhké, oceánské. pH půdy mírně kyselé (5,4–5,7). Mrazuvzdorný do −6 °C, ovšem preferuje teplo a vlhko, mrazuvzdornost není zaručena v severněji umístěných oblastech. Miluje přímé oslunění. Srážky se v oblasti výskytu stromu objevují v létě v podobě deště a během celého roku též v podobě mlhy. Jedle Abies gutemalensis má ráda společnost ostatních rostlin, například: jedle Abies religiosa, cypřiše mexického Cupressus lusitanica, borovice mexické Pinus ayacahuite, borovice Hartwegovy Pinus hartwegii, borovice mičoakánské Pinus michoacana, borovice Montezumovy Pinus montezumae, borovice vejmutovkovité Pinus pseudostrobus a dalších.

## Choroby a nepřátelé
Strom je často sužován brouky z rodu lýkohubů Dendroctonus.

## Využití člověkem
Dřevo: využívané ve stavebnictví, na výrobu dřevěného uhlí, místními dřevorytci využíváno často pro svou měkkost, též na výrobu šindelí, nářadí, v tradičním řezbářství, v současné době se přidalo ještě využití jako vánoční stromek a též větve stromu jako ozdoba.

## Ohrožení
Ohrožený strom (je též uveden v seznamu CITES – Úmluvě o mezinárodním obchodu s ohroženými druhy volně žijících živočichů a rostlin), jeho populace klesá, je kácen pro dřevo a též pro získání pastvin a zemědělské půdy. Ačkoliv je tento strom chráněn v národních parcích a přírodních rezervacích, zákazy kácení jsou poměrně často dodržovány pouze v rozvinutých zemích, naopak v zemích chudých je dodržování zákazů kácení problematické, neboť místní společnosti používají přírodní zdroje (v tomto případě dřevo) jako zdroj živobytí. Proto bude, pro budoucí ochranu tohoto stromu, třeba použít takových ekonomických strategií, které místním obyvatelům zaručí zisk ze zachování stromů. Současně je třeba, ve spolupráci s místními společnostmi, místní trh zásobit dřevem z obnovitelných a kontrolovaných zdrojů, aby byl trh se dřevem nasycen a zabránilo se nezákonnému kácení tohoto ohroženého stromu v chráněných i v ostatních oblastech.